# Övre Butjärnen
Övre Butjärnen är en sjö i Ånge kommun i Medelpad och ingår i Ljungans huvudavrinningsområde. Sjön har en area på 0,0191 kvadratkilometer och ligger 304,1 meter över havet. Sjön avvattnas av vattendraget Kroktjärnån.

## Delavrinningsområde
Övre Butjärnen ingår i det delavrinningsområde (691262-145653) som SMHI kallar för Utloppet av Övre Butjärnen. Medelhöjden är 328 meter över havet och ytan är 0,48 kvadratkilometer. Räknas de 3 avrinningsområdena uppströms in blir den ackumulerade arean 9,37 kvadratkilometer. Kroktjärnån som avvattnar avrinningsområdet har biflödesordning 3, vilket innebär att vattnet flödar genom totalt 3 vattendrag innan det når havet efter 177 kilometer. Avrinningsområdet består mestadels av skog (93 procent).